# Beihania anartoides
Beihania anartoides là một loài bướm đêm trong họ Noctuidae.